# Kościół św. Zofii i św. Szczepana w Laszkach
Kościół Świętej Zofii i Świętego Szczepana – rzymskokatolicki kościół parafialny należący do parafii pod tym samym wezwaniem (dekanat Radymno II archidiecezji przemyskiej).
Budowa neogotyckiej świątyni według projektu Teodora Talowskiego została rozpoczęta w 1902 roku, głównie dzięki funduszom Zamoyskich. Została zakończona w 1907 roku, kiedy stanęła obecna świątynia z wyróżniającą się w krajobrazie wsi wysoką na 40 metrów wieżą zegarową, zwieńczoną metalowym krzyżem. Na dachu została umieszczona również wieżyczka na sygnaturkę. W podziemiach została umieszczona krypta nagrobna Zamoyskich. Świątynia została konsekrowana w dniu 28 października 1928 roku przez księdza biskupa Anatola Nowaka. Budowla została uszkodzona podczas I wojny światowej, gdy w 1915 roku przebywający tutaj Austriacy zrabowali m.in. cztery dzwony. Po zakończeniu wojny świątynia została wyremontowana, dzięki staraniom proboszcza księdza Franciszka Zawiszy, który wrócił z niewoli w Rosji, oraz hrabiego Zygmunta Zamoyskiego. W latach 20. XX wieku zostały ufundowane nowe ołtarze. Świątynia została dwa razy poważnie uszkodzona podczas działań wojennych 1939–1945. Po zakończeniu wojny dzięki składkom parafian zostały naprawione mury i witraże, natomiast pod koniec lat 50. XX w. zostało pomalowane jej wnętrze.
Ołtarz główny posiada formę tryptyku i składa się z obrazów patronów świątyni św. Zofii i św. Szczepana oraz centralnie umieszczonego Krucyfiksu. Ołtarz został ufundowany przez hrabinę Wandę Zamoyską. Projektantem ołtarza był Bogdan Treter, inżynier-artysta z Krakowa, natomiast wykonawcą Wojciech Bober z Krakowa.
Pierwszy z ołtarzy bocznych jest dedykowany Najświętszej Maryi Pannie i został ufundowany w 1928 roku przez hrabiego Adama Zamoyskiego. Na obrazie jest przedstawiona Matka Boża z dzieciątkiem siedząca na tronie w otoczeniu: św. Franciszka z Asyżu, św. Sebastiana, św. Mikołaja, św. Klary i św. Jana Chrzciciela. Wymiary mensy ołtarzowej to 2,34 m długości i 0,5 m szerokości. Cały ołtarz został wykonany z drewna modrzewiowego. Projektantem był również Bogdan Treter, a wykonawcą Wojciech Bober. 
Drugi z ołtarzy bocznych jest dedykowany Sercu Pana Jezusa i został ufundowany ze składek parafian. Wymiary mensy ołtarzowej to 2,34 m długości i 0,5 m szerokości. Projektantem tego ołtarza był także Bogdan Treter, natomiast wykonawcą Wojciech Bober.

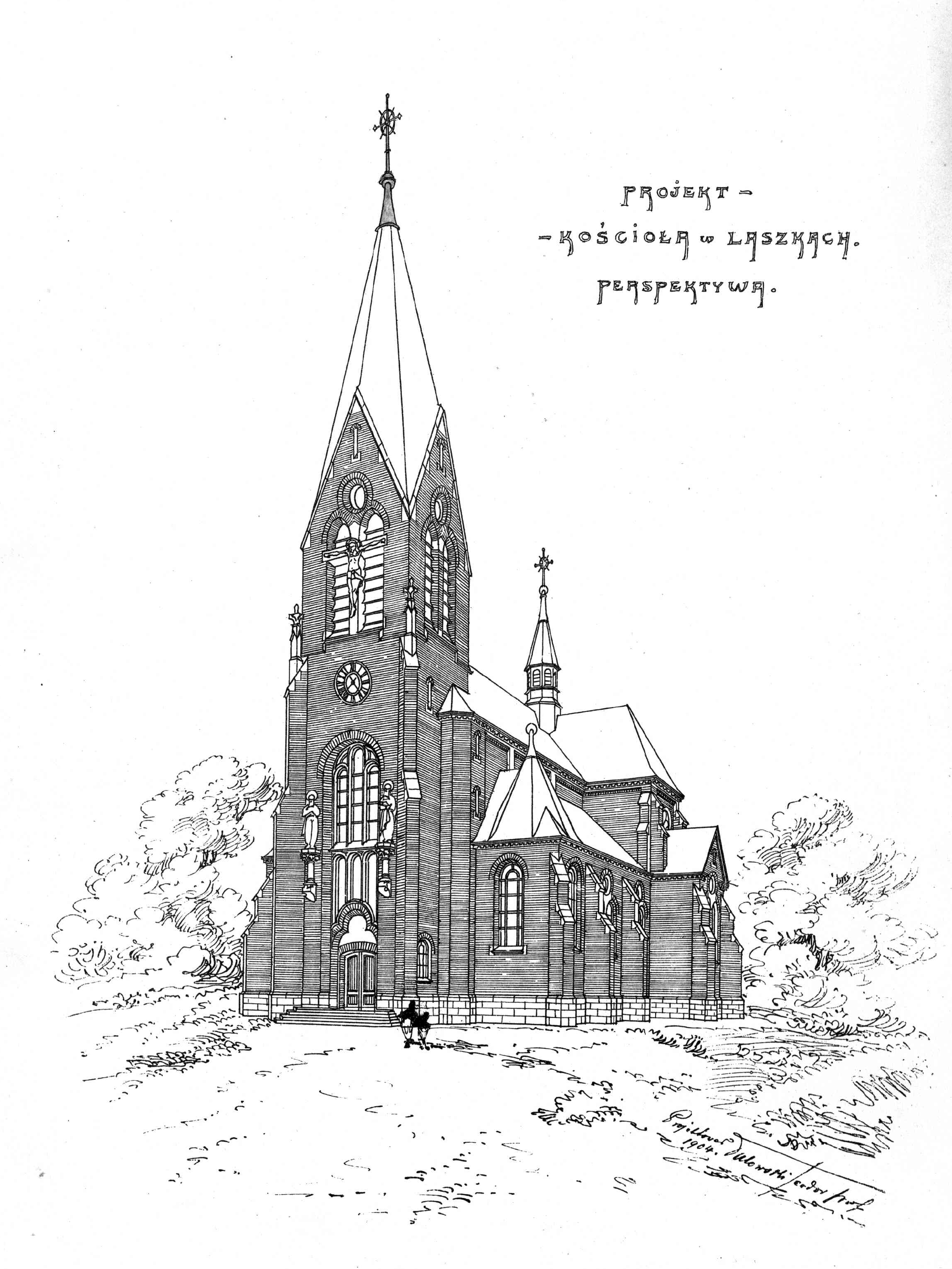
Projekt kościoła - perspektywa
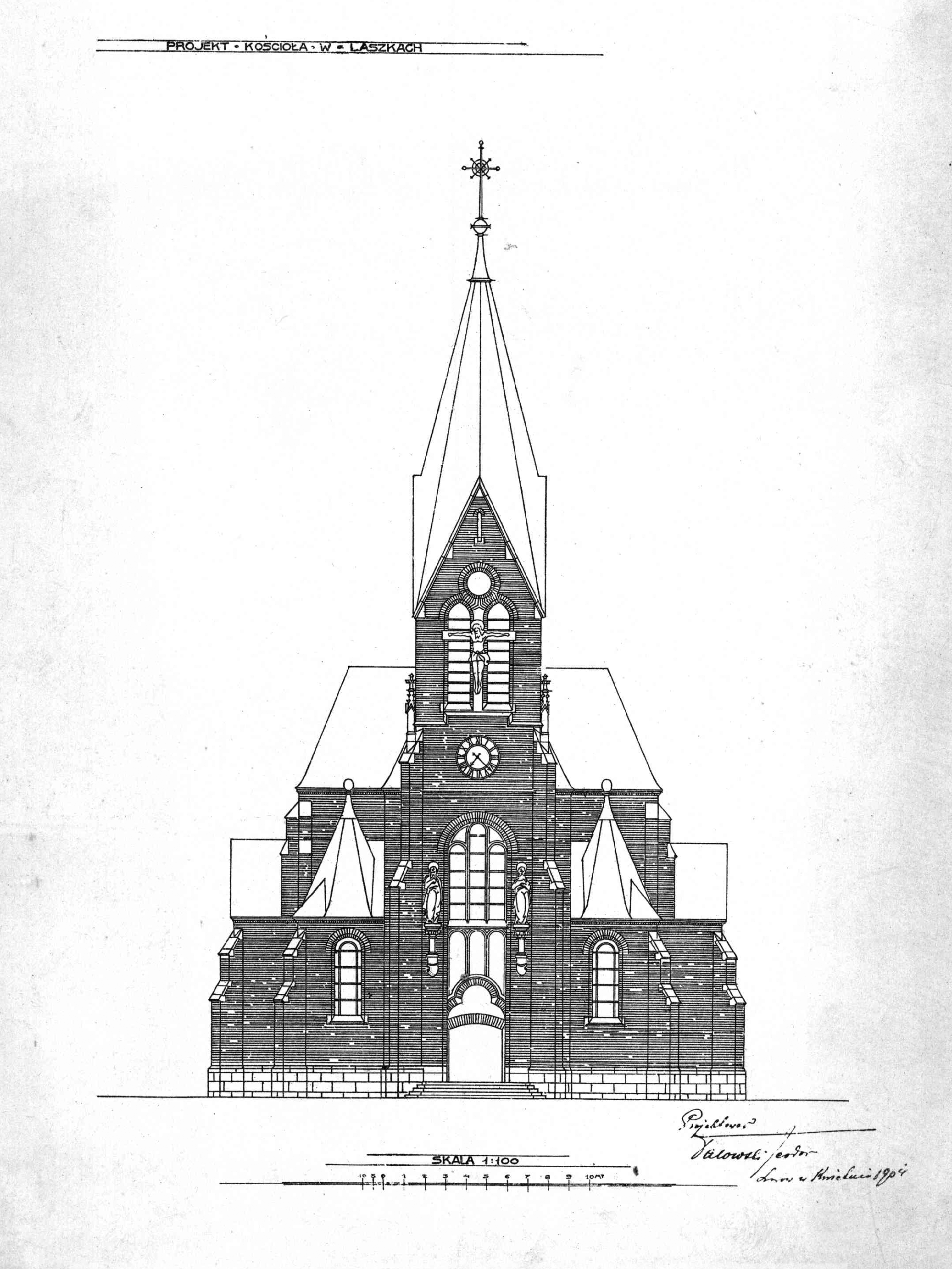
Elewacja południowa
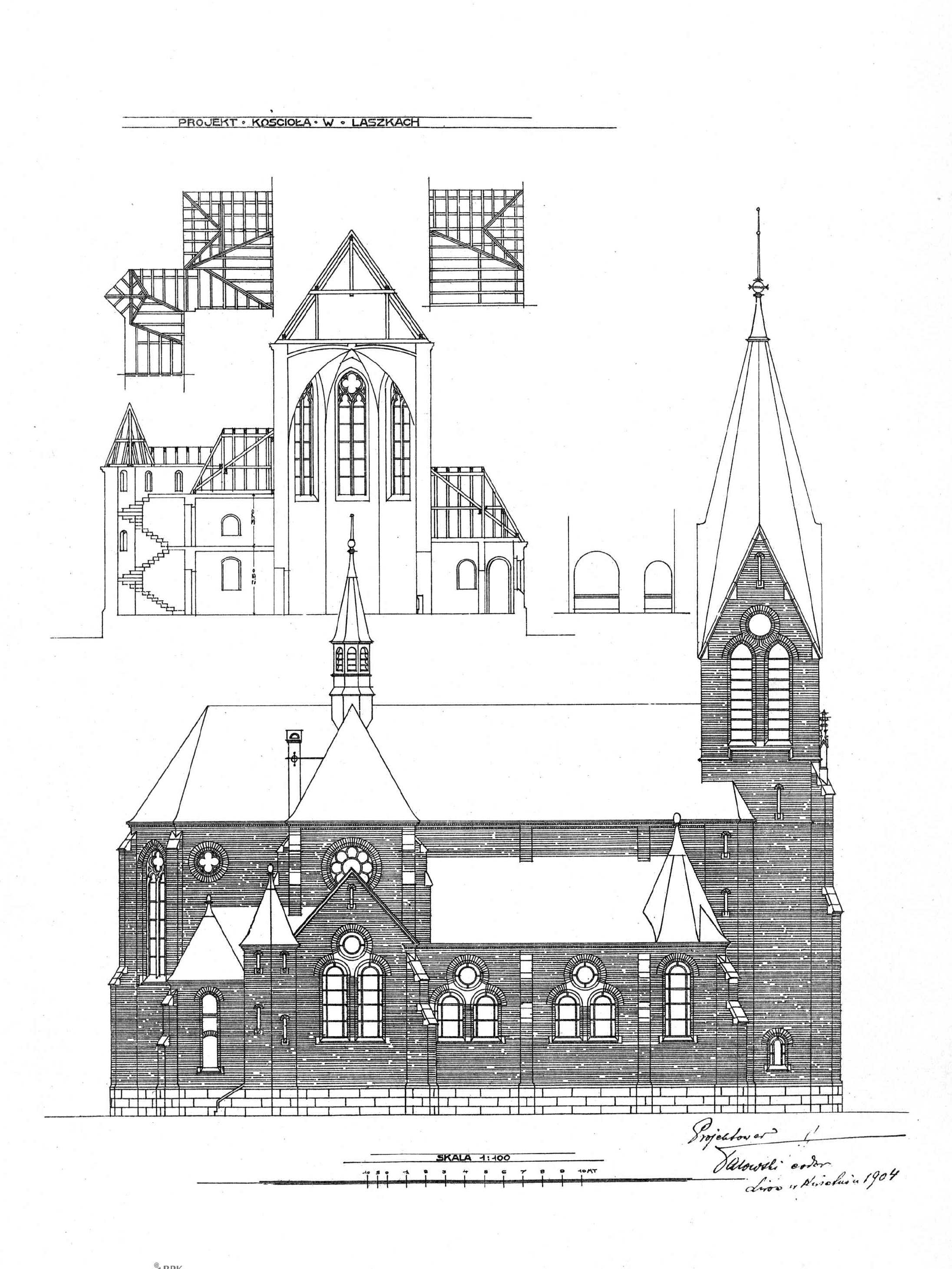
Elewacja zachodnia i przekrój poprzeczny
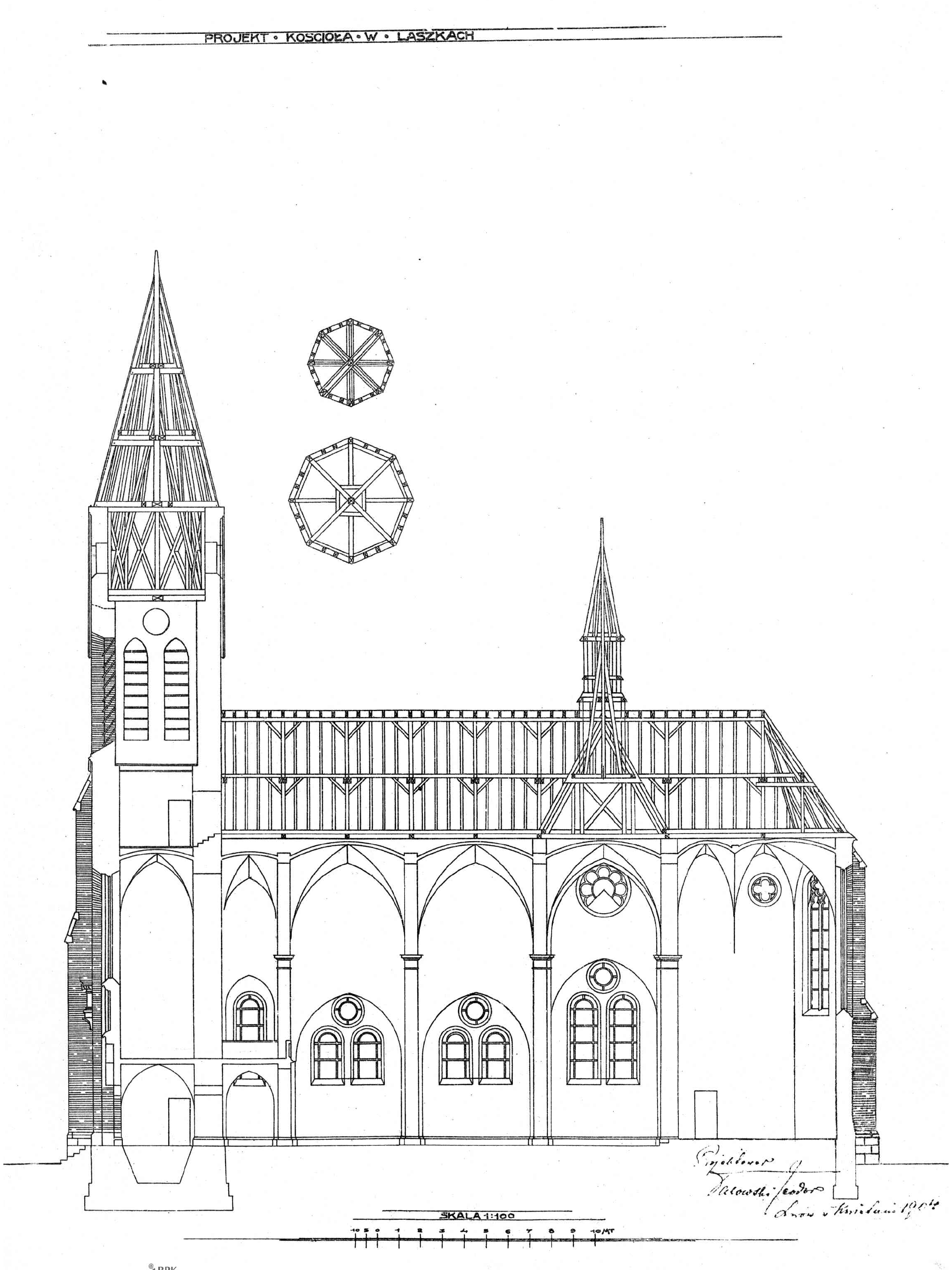
Przekrój podłużny